# Samuel Ölinger
Pour les articles homonymes, voir Ölinger.
Samuel Ölinger (ou Olinger, Oelinger) est un orfèvre actif à Strasbourg à la fin du XVIe siècle.

## Biographie
Reçu maître en 1577, il est le père de Paulus Ölinger qui sera maître en 1612. Un autre Samuel Ölinger, probablement un petit-fils, accède à son tour à la maîtrise en 1654.

## Œuvre

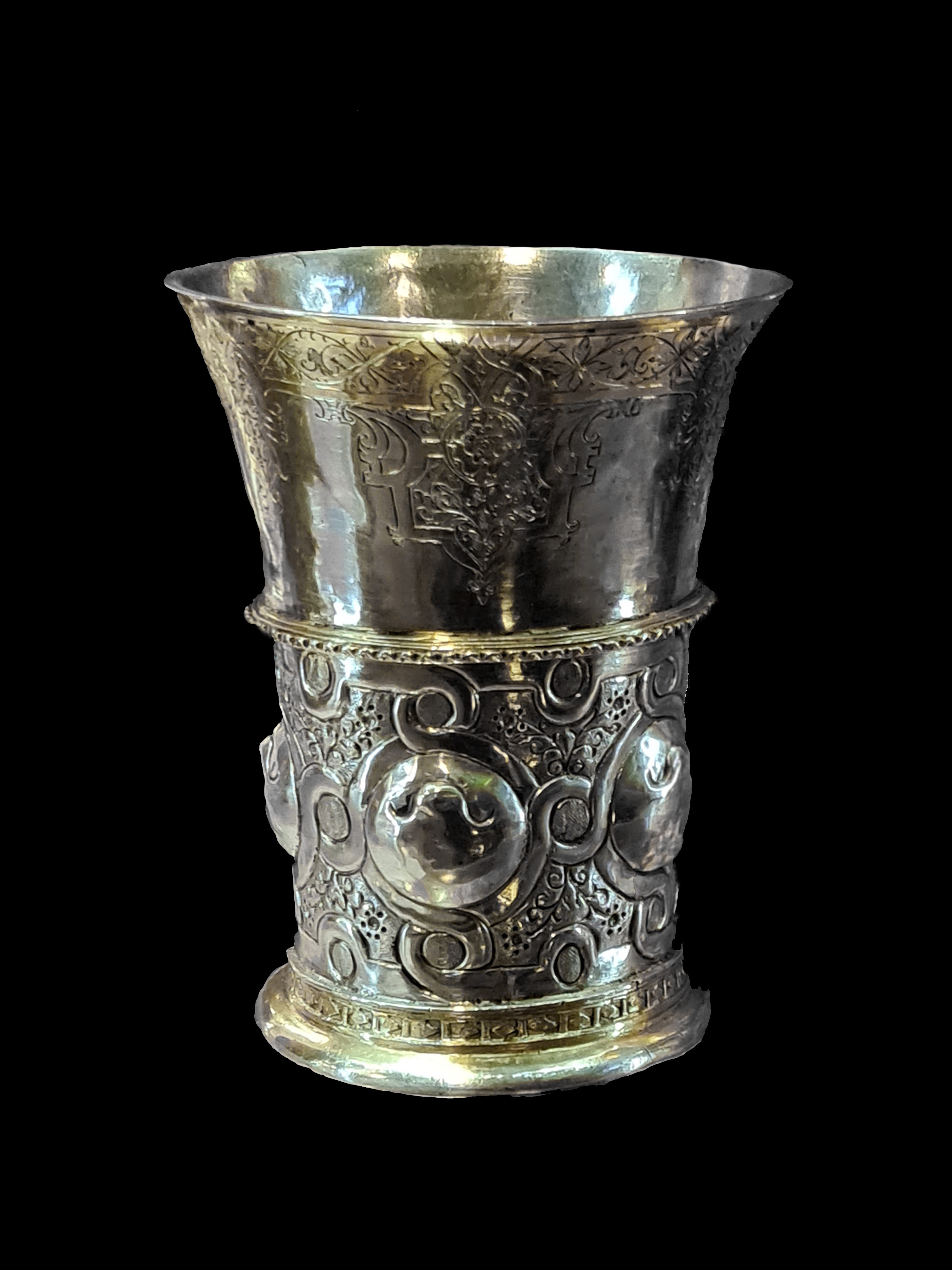
Gobelet en argent repoussé (Victoria and Albert Museum).

Le Victoria and Albert Museum de Londres possède de lui un gobelet en argent partiellement doré, réalisé vers 1590.
La partie inférieure est décorée de bossages et de cuirs repoussés, la partie supérieure de cuirs gravés, de fleurs et de volutes.
Comme beaucoup d'autres du même type, ce récipient s'inspire des Römer, des verres à boire très populaires en Allemagne, également exportés vers d'autres régions d'Europe. Les pastilles en relief avaient une fonction ornementale, mais évitaient en outre aux doigts graisseux de glisser sur le verre.
La base du gobelet porte le poinçon de Samuel Ölinger et celui de la Ville de Strasbourg pour les années 1567-1616, ainsi que des initiales non identifiées (H.W. et M. G. ; T.S.).